# De Zeven Provinciën (Den Haag)

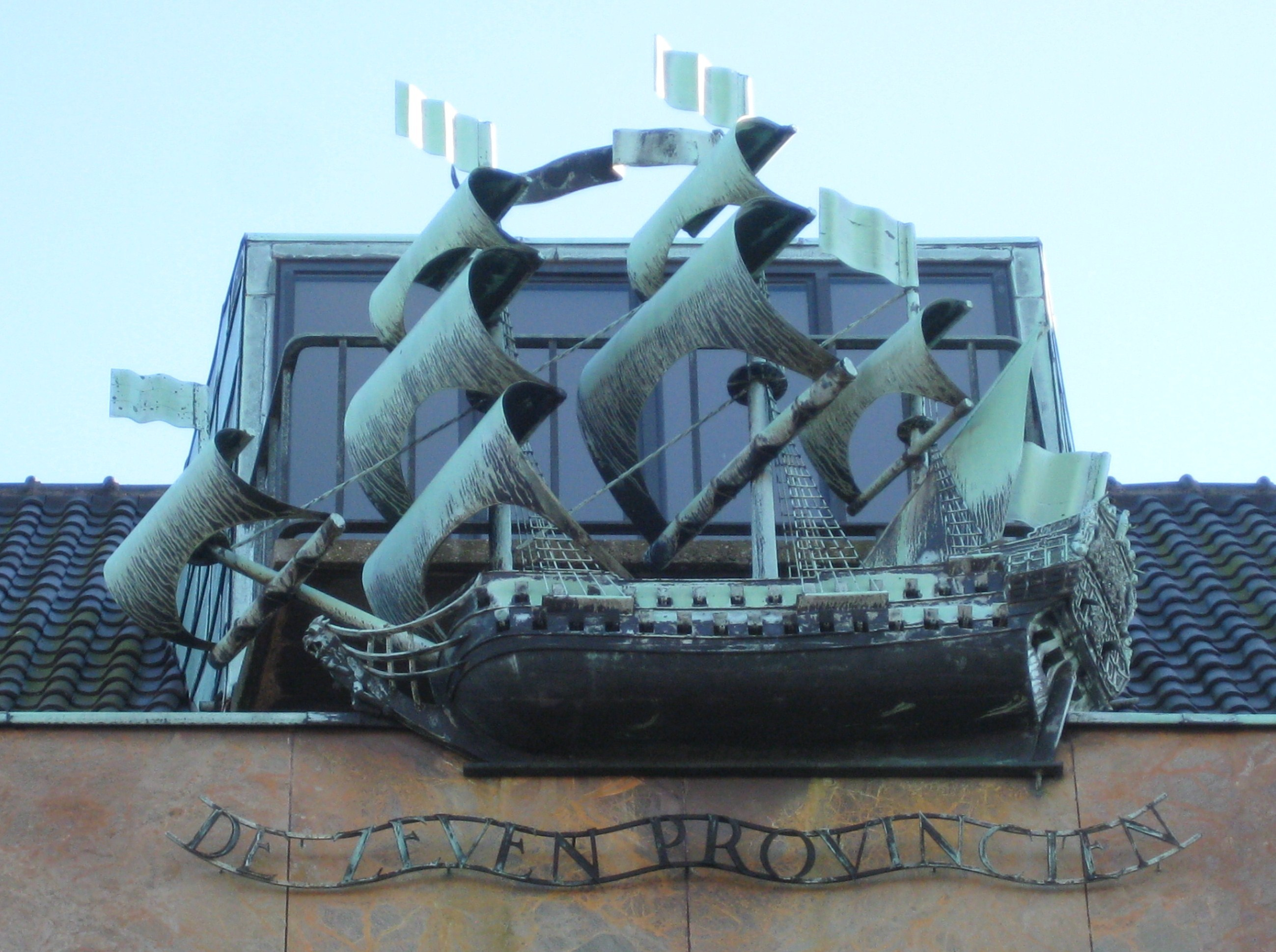
Bronzen replica van het schip De Zeven Provinciën

De Zeven Provinciën in Centrum Den Haag is een kantoorgebouw van de voormalige verzekeringsmaatschappij De Zeven Provinciën aan het Lange Voorhout 3. Het gebouw is tevens een van de Gemeentelijk monumenten van Den Haag.

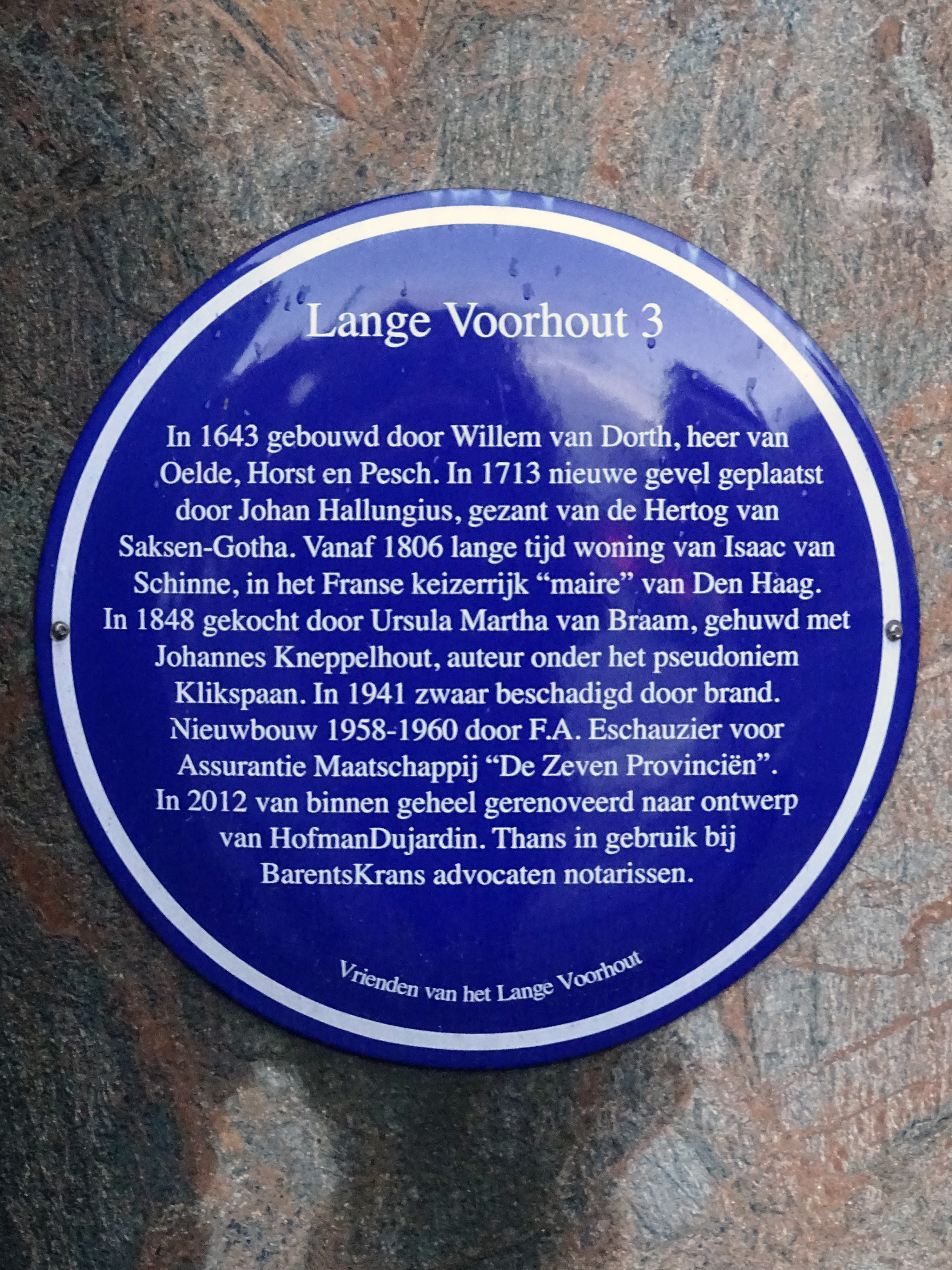
Lange Voorhout 3 plaque

## Geschiedenis

### Verzekeringsmaatschappij
De Amsterdamse verzekeringsmaatschappij, gespecialiseerd in zee- en transportverzekeringen,  begon na een doorstart in 1942 met zeven werknemers in Den Haag, onder leiding van de heer Dirk Quint. Ze hielden kantoor op Javastraat 1a.
In de vijftiger jaren liet De Zeven Provinciën een kantoor bouwen aan het Lange Voorhout, waar aan het einde van de Tweede Wereldoorlog een gebouw was afgebrand, precies tegenover de Parkstraat. Het werd ontworpen door Frits A. Eschauzier (1889-1957) en na zijn overlijden verder gebouwd door zijn zoon Frits Eschauzier. Er was in die jaren veel protest tegen de bouw van dit moderne kantoor op deze historische locatie. De bouw startte in 1954 en het gebouw werd op 29 november 1960 opgeleverd.
De dakkapel en de schoorstenen aan de uiteinden van de kap zijn bekleed met koper. Boven de gevel voor de dakkapel bevindt zich een bronzen model van het oorlogsschip De Zeven Provinciën, het vlaggenschip van de 17de-eeuwse zeeheld Michiel de Ruijter en naamgever van de verzekeringsmaatschappij.

### Renovaties
In 1976-’77 is het gebouw verbouwd door De Klerk en Boiten. Toen is in het dak, net boven de verholen goot, een raamstrook aangebracht, nauwelijks zichtbaar vanaf de straat. Het kantoor werd vanaf 25 januari 2012 volledig gerenoveerd en in gebruik genomen door advocaten- en notarissenbureau BarentsKrans. Er is 5.232 m2 kantoorruimte, en er is nu een garage onder voor 31 auto's.